# 타필라주
타필라주(아랍어: محافظة الطفيلة)는 요르단 서부에 위치한 주로, 주도는 타필라이며 면적은 2,114km2, 인구는 81,000명(2005년 기준)이다.
북쪽으로는 카라크주, 남동쪽으로는 마안주와 인접해 있으며 남쪽으로는 아카바주, 서쪽으로는 이스라엘과 인접해 있다.